# Negriinae
Negriinae je podtribus gesnerijevki smješten u tribus Coronanthereae, dio potporodice Gesnerioideae. Sastoji se od 4 roda  (drveće), 3 monotipična. Endemi su s Lord Howea (1), Nove Kaledonije (2) i Australije (1).

## Sistematika
1. Subtribus Negriinae V.L.Woo, J.F.Sm. & Garn.-Jones
  1. Depanthus S. Moore (2 spp.), Nova Kaledonija
  2. Bopopia Munzinger & J.R.Morel (1 sp.); Nova Kaledonija, otkriven 2021
  3. Negria F. Muell. (1 sp.), Lord Howe
  4. Lenbrassia G. W. Gillett (1 sp.), Queensland